# Glynis Aiken
Glynis Aiken (* 1967) ist eine US-amerikanische Autorin, die romantische Fantasy-Geschichten schreibt. Sie veröffentlicht ihre Bücher unter den Pseudonymen G. A. Aiken und Shelly Laurenston.

## Werke

### Lions
- Hitze der Nacht. Piper, München 2011, ISBN 978-3492268318 Originaltitel: The Mane
- Feuriger Instinkt. Piper, München 2012, ISBN 978-3492268325 Originaltitel: The Beast in Him
- Leichte Beute. Piper, München 2011, ISBN 978-3492268332 Originaltitel: The Mane Attraction
- Wilde Begierde. Piper, München 2013, ISBN 978-3492269056 Originaltitel: The Mane Squeeze
- Scharfe Pranken. Piper, München 2014, ISBN 978-3492269063 Originaltitel: Beast Behaving Badly
- Fährte der Lust. Piper, München 2014, ISBN 978-3492269681 Originaltitel: Big Bad Beast
- Heiße Fänge. Piper, München 2014, ISBN 978-3492280068 Originaltitel: Bear Meets Girl
- Fesselnde Jagd. Piper, München 2015, ISBN 978-3492280105 Originaltitel: Wolf with Benefits
- Freche Bisse. Piper, München 2015, ISBN 978-3492280297 Originaltitel: Bite Me
- Im Bann des Rudels. Piper, München 2016, ISBN 978-3-492-97189-8 Novelle, Originaltitel: Like a Wolf with a Bone

### Wolf Diaries
- Gezähmt. Piper, München 2012, ISBN 978-3492268349 Originaltitel: Pack Challenge
- Besiegt. Piper, München 2012, ISBN 978-3492268356 Originaltitel: Go Fetch
- Erlegen. Piper, München 2012, ISBN 978-3492268363 Originaltitel: Here Kitty, Kitty!
- Gebändigt. Piper, München 2016, ISBN 978-3-492-97191-1 Novelle, Originaltitel: Miss Congeniality

### Dragon Kin
- Dragon Kiss. Piper, München 2010, ISBN 978-3492267632 Originaltitel: Dragon Actually
- Dragon Dream. Piper, München 2010, ISBN 978-3492267649 Originaltitel: About A Dragon
- Dragon Touch. Piper, München 2011, ISBN 978-3492268042 Originaltitel: What a Dragon Should Know
- Dragon Fire. Piper, München 2011, ISBN 978-3492268271 Originaltitel: Last Dragon Standing
- Dragon Sin. Piper, München 2012, ISBN 978-3492268967 Originaltitel: The Dragon Who Loved Me
- Dragon Fever. Piper, München 2013, ISBN 978-3492269384 Originaltitel: How to Drive a Dragon Crazy
- Dragon Flame. Piper, München 2015, ISBN 978-3492269964 Originaltitel: Light My Fire
- Novella: Dragon on Top. Piper, München 2016, ISBN 978-3492971904 Originaltitel: Dragon on Top
- Dragon Night. Piper, München 2017, ISBN 978-3492965606 Originaltitel: Feel the Burn
- Dragon Heat. Piper, München 2018, ISBN 978-3492990837Originaltitel: Bring the Heat

### Call of Crows
- Entfesselt. Piper, München 2016, ISBN 978-3492280822 Originaltitel: The Unleashing
- Entfacht. Piper, München 2017, ISBN 978-3492280914 Originaltitel: The Undoing
- Enthüllt. Piper, München 2018, ISBN 978-3492281379 Originaltitel: The Unyielding

### Honey Badger Chronicles
- Honigsüß & Bitterböse. Piper, München 2019, ISBN 978-3492281843 Originaltitel: Hot and Badgered
- Flammendheiß & Bärenstark. Piper, München 2019, ISBN 978-3492282017 Originaltitel: In a Badger Way
- Sinnlich & Wild. Piper, München 2021, ISBN 978-3492282284 Originaltitel: Badger to the Bone

### The Scarred Earth
- Blacksmith Queen. Piper, München 2020, ISBN 978-3492281706 Originaltitel: The  Blacksmith Queen
- Princess Knight. Piper, München 2021, ISBN 978-3492282383 Originaltitel: The Princess Knight
- Royal Arrow. Piper, München 2023, ISBN 978-3-492-28254-3 Originaltitel: The Royal Arrow

### Tigers
- Tiger Soul. Piper München 2022, ISBN 978-3-492-28271-0
- Tiger Dreams. Piper München 2024, ISBN 978-3-492-28272-7